# Nesticus latiscapus
Nesticus latiscapus là một loài nhện trong họ Nesticidae.
Loài này thuộc chi Nesticus. Nesticus latiscapus được Takeo Yaginuma miêu tả năm 1972.